# Ben Besiakov
Ben Besiakov (født 27. oktober 1956 i Bellahøj) er en dansk pianist og keyboardspiller.
Ben Besiakov er en autodidakt musiker. Han fik musikundervisning på Bernadotteskolen af musikeren og pædagogen Adrian Bentzon, far til Aske Bentzon, som Besiakov senere spillede sammen med i fusionsgruppen Buki Yamaz. 
Han begyndte som 10-årig at spille på trompet, tværfløjte og derefter piano. Besiakov fik senere kontakt med den amerikanske saxofonist Ben Webster i København og fik et indblik i jazzens univers. Han havde sit første professionelle job som pianist som 15-årig i Jazzhus Montmartre i 1971.
Besiakov har spillet i mange sammenhænge - udover Buki Yamaz med Jesper Thilo, Aske Jacoby, Cæcilie Norby, Bent Jædig og Crème Fraiche - desuden sammen med mange internationale jazzmusikere.
Han har endvidere udgivet en række album i eget navn og som featuring artist på andre kusntneres album.

## Hæder og priser
- 1990 Ben Webster-prisen
- 1992 modtog han JASA-prisen.